# Liparis graminifolia
Liparis graminifolia är en orkidéart som beskrevs av Paul Ormerod. Liparis graminifolia ingår i släktet gulyxnen, och familjen orkidéer. Inga underarter finns listade i Catalogue of Life.